# دی‌فنیل‌آمین
دی‌فنیل‌آمین (به انگلیسی: Diphenylamine) با فرمول شیمیایی C۱۲H۱۱N یک ترکیب شیمیایی است. که جرم مولی آن ۱۶۹٫۲۳ g/mol می‌باشد. شکل ظاهری این ترکیب، بلور سفید است.